# ГЕС Peña Larga
ГЕС Peña Larga (Juan A Rodriguez) – гідроелектростанція у Венесуелі. Використовує ресурс із річок Боконо і Тукупідо, правих приток Ріо-Гуанаре, котра в свою чергу є правою притокою Rio Portuguesa (впадає ліворуч до Апуре, лівої притоки однієї з найбільших річок світу  Оріноко).
В межах проекту звели дві кам’яно-накидні греблі:
- Боконо висотою 80 метрів та довжиною 395 метрів, яка потребувала 6 млн м3 матеріалу;
- Тукупідо висотою 87 метрів та довжиною 290 метрів, яка потребувала 2,85 млн м3 матеріалу.
Створени ними водосховища об’єднали в одну водойму Nuestra Señora de La Coromoto за допомогою доволі короткого – 0,5 км – каналу шириною 50 метрів. Цей єдиний резервуар має площу поверхні 124,7 км2 та об’єм 3485 млн м3 (під час повені до 3734 млн м3), з яких корисний об’єм складає 2595 млн м3, що забезпечується коливанням рівня в операційному режимі між позначками 246 та 267 метрів НРМ.
Пригреблевий машинний зал обладнали двома турбінами типу Френсіс потужністю по 40 МВт.